# Válečná generace
Válečná generace nebo také Válka generací (v německém originále Unsere Mütter, unsere Väter) je třídílný televizní seriál pojednávající o osudech pěti rozdílných přátel, žijících v době druhé světové války. Producentem seriálu je Nico Hofman a jeho společnost teamWorks.

## Hlavní postavy
| Volker Bruch        | Wilhelm   |
| Tom Schilling       | Friedhelm |
| Miriam Stein        | Charlotte |
| Katharina Schüttler | Greta     |
| Ludwig Trepte       | Viktor    |

## Děj
Celý příběh začíná roku 1941 v Berlíně. Pětice kamarádů si připíjí na rozloučenou; každý se v období války chystá jinam. Wilhelm a jeho mladší bratr Friedhelm jdou bojovat na frontu, Charlotte se stala zdravotní sestru a chystá se pracovat na polních nemocnicích, Greta se stane zpěvačkou a Viktor chce odjet do Spojených států, protože jako Žid není v Německu v bezpečí.

### 1. epizoda
Charlotte je zamilovaná do Wilhelma, ale bojí se mu vyznat lásku, proto se rozhodne složit zkoušky zdravotní sestry a ošetřovat vojáky v týlu války. Wilhelm se spolu se svým mladším bratrem nechá naverbovat a stává se nadporučíkem. Přestože původně věří v rychlé vítězství německé strany, rychle ztrácí svůj optimismus. Friedhelm je intelektuál, kterého nejvíce zajímá literatura, i přesto se rozhodne nechat se naverbovat společně s bratrem do stejné jednotky. Greta se věnuje zpěvu a hodlá se stát zpěvačkou. Miluje židovského krejčího Viktora, ten ale musí ze strachu odjet do ciziny, nejlépe do Spojených států, proto se Greta prodá majorovi SS. Ten jí sice slíbí, že vydá Viktorovi dostačující opatření, ale neudělá to a nechá jej deportovat do koncentračního tábora.

### 2. epizoda
Bratři Friedhelm a Wilhelm se rozdělí při snaze dobýt vysílací věž a Wilhelm téměř zemře. Friedhelm si myslí, že je bratr mrtvý a na krátkou dobu se vrací domů, než se rozhodne vrátit do války. Mezitím je Wilhelm schovaný v domě u lesa, kde hodlá zůstat. Němečtí vojáci na něj ale narazí a přestože ho původně považují za civilistu, náhodou si všimnou jeho vojenského vybavení. Předvedou ho před válečný soud, který ho odsoudí ke smrti zastřelením. Charlotte si myslí, že Wilhelm je mrtvý a proto začne vztah se svým nadřízeným. Greta pořádá vlastní turné, bude ale zpívat pouze na frontách pro vojáky. Na posledním vystoupení ztratí všechny iluze o konečném vítězství a neodpustí si poznámky v hostinci. Za to je zatčena a přestože při výslechu řekne, že je s už povýšeným podplukovníkem SS těhotná, je zavřena do cely. Viktorovi se společně s Polkou Alinou povede utéct z deportačního vlaku a dostává se mezi polské partyzány. Ti o něm netuší, že je Žid a přestože je z Německa, vezmou jej mezi sebe.

### 3. epizoda
Friedhelmovi se v armádě daří a protože mezi polskými partyzány pozná Viktora, vyhne se léčce. Wilhelm sice byl odsouzen ke smrti oběšením, nakonec jej ale dají do „čistky“, jednotky vytvořené k zabíjení Židů a vypalování domů na nevhodných místech. Po několika dnech zabije tyranského nadřízeného a utíká do Berlína. Greta je i nadále uvězněna ve vězení a několik dní před koncem války ji zastřelí. Charlotte pracuje v polní nemocnici, kde se spřátelí s ruskou sestrou Sonjou. Při evakuaci nemocnice se rozhodne zůstat a Sonju najít a i když se jí to podaří, veškeří dřívější obyvatelé a pacienti již odjeli. Proto sama jen se Sonjou v nemocnici zůstává a čeká na příjezd Rudé armády, která záhy přijíždí. Sonju popraví jakožto zrádkyni, ale Charlotte vezmou s sebou. S nimi se bezpečně dostává až do Berlína. Friedhelm tři dny před koncem války vede malou jednotku, po cestě ale narazí na Rudou armádu, sám se pak rozhodne nechat zabít a vyběhne proti nim.
Na konci poslední epizody je pak v titulcích uvedeno, že Viktor zemřel roku 1997, Charlotta roku 2003 a Wilhelm stále žije. Zda byl skutečně celý seriál podle skutečné události, není uvedeno.

## Reakce
Uvedení Válečné generace vyvolalo, především v Německu, smíšené reakce. Zatímco část diváků chválila snahu tvůrců o zfilmování války z pohledu obyčejných Němců, druhá část tvůrcům vytýká alibismus.[zdroj?] Největší kritika přišla z Polska[zdroj⁠?!], a to kvůli vyobrazení polského odboje a faktu, že Poláci jako jediní ze seriálu jsou otevřeně xenofobní vůči Židům. Obecné hodnocení diváků dle česko-slovenské filmové databáze je ale velmi dobré.[ujasnit]
Seriál také předstírá, že „obyčejní“ němečtí vojáci o zvěrstvech své země nevěděli, nesouhlasili s nimi nebo se jim dokonce snažili bránit. Jedná se o tzv. „Mýtus o čistém Wehrmachtu“ (Mythos der saubere Wehrmacht), který vznikl po válce a předstírá, že za německá zvěrstva byly zodpovědné pouze speciální jednotky SS (obvykle Einsatzgruppen). Realita je nicméně zcela jiná. „Obyčejní vojáci“ páchali zvěrstva včetně masových vražd běžně a s chutí, jak dokazují například odposlechy zajatých německých vojáků či dopisy, které posílali domů a kde se svými zvěrstvy otevřeně chlubili.